# Agonimia opuntiella
Agonimia opuntiella är en lavart som först beskrevs av Buschardt & Poelt, och fick sitt nu gällande namn av Vezda. Agonimia opuntiella ingår i släktet Agonimia och familjen Verrucariaceae.   Inga underarter finns listade i Catalogue of Life.